# ブルネイ海軍艦艇一覧
ブルネイ海軍艦艇一覧は、ブルネイ・ダルサラーム国海軍が過去保有した、または現在保有する、または将来保有する予定の、未完成・計画中止を含めた歴代艦艇一覧である。
凡例

## 現有勢力（2024年現在）
- 国防予算：4億3,500万ドル[1]
- 海軍人員：1,000名[1]
- 艦船隻数：11隻（排水量20t以上）[1]

哨戒艦×4
哨戒艇×5
輸送艇×2

## 艦艇一覧（近代海軍）

### 水上戦闘艦

#### コルベット
- 丁『Soloven』級 - 1隻

（Pahlawan）
- 『Brunei』型 - 3隻

（28 Nakhoda Ragam）、（29 Bendahara Sakam）、（30 Jerambak）

### 両用戦艦艇

#### 揚陸艦艇
汎用揚陸艇（LCU ）
- 『ロードマスター』型 - 2隻

（L-31 Damuan）、（L-32 Puni）
- Taraban級 - 2隻

（L-33 Teraban）、（L-34 Serasa）
歩兵揚陸艇（LCP ）
- 各型 - 17隻

### 哨戒艦艇

#### 哨戒・警備艦艇
哨戒艇
- Perwira級 - 3隻

（P-14 Periwa）、（P-15 Pemburu）、（P-16 Penyerang）
- Masna級 - 3隻

（AMOB-112 Masna）、（AMOB-113 Saleha）、（AMOB-114 Norain）
- 『FPB-512』型 - 3隻

S-24、25、26
- 各型 - 1隻

SRN-6 ※ ホバークラフト

#### 高速戦闘艇
ミサイル艇
- Waspada級 - 3隻

（P-02 Waspada）、（P-03 Pejuang）、（P-04 Seteria）

### 補助艦艇

#### その他
その他
- Armed River Barge - 32隻
- Utility Craft - 2隻

（Burong Nuri）、（Norain）

### コーストガード

#### 警備救難業務用船艇
巡視艇
- Bendeharu級 - 3隻 ※ 河川巡視艇

（P-21 Bendeharu）、（P-22 Maharajalela）、（P-23 Kemaindera）
- Abadi級 - 2隻

（Abadi）、（Tenang）
- 『14.5m』型 - 7隻

PDB-12、13、14、15、16、17、18
- 『FPB-512』型 - 2隻

（07 Behagia）、（10 Selamat）
- 『PDB-01』型 - 11隻

PDB-01、02、03、04、05、06、07、08、09、10、11